# Carlet (rivière)
Pour les articles homonymes, voir Carlet.
Le Carlet est une rivière de Vaucluse qui prend sa source dans les monts de Vaucluse, se dirige vers le sud, reçoit les eaux de la Véroncle avant de se jeter dans l'Imergue.

## Géographie
La longueur de son cours d'eau est de 8 km. Le Carlet prend sa source dans la commune de Murs, au nord-ouest du lieu-dit de la Bertranette, entre les lieux-dits les Vergiers et les Beylons, à 502 m d'altitude, pour arroser ensuite, les communes de Joucas, et Gordes. Le Carlet rejoint les eaux de l'Imergue dans cette dernière commune.

## Affluents
Le Carlet compte 2 affluents, eux-mêmes alimentés par des ruisseaux :
- Fossé des Gardiols (X3470620)
  - Fossé de la Pinède (X3471060)
  - Ruisseau de la Cauquière (X3471080)
- La Véroncle (X3470580)
  - Ruisseau des Leydiers (X3471000)
  - Ruisseau du Peyrau (X3471020)
  - Ravin de Vézaule (X3471040)

(entre parenthèses : no  des fiche sur le site du SANDRE)